# Ріан Брюстер
Ріан Брюстер (англ. Rhian Brewster; нар. 1 квітня 2000, Лондон) — англійський футболіст, центральний нападник клубу «Шеффілд Юнайтед» та молодіжної збірної Англії.

## Клубна кар'єра
Народився 1 квітня 2000 року в місті Лондон. Вихованець юнацьких команд футбольних клубів «Челсі» та «Ліверпуль».
У дорослому футболі дебютував у жовтні 2016 року у складі команди клубу «Ліверпуль» в товариському матчі, а вже в листопаді також у товариському матчі відзначився хет-триком у воротах «Аккрінгтон Стенлі». 23 квітня 2017 року потрапив у заявку на матч Прем'єр-ліги проти «Крістал Пелес», втім всю гру відсидів на лаві запасних. Свої наступні сезони Ріан виступав за молодіжну команду «Ліверпуля» в молодіжній першості Англії та в Юнацькій лізі УЄФА.
У червні 2018 уклав новий п'ятирічний контракт із «Ліверпулем».
З січня 2020 захищає на правах оренди кольори клубу «Свонсі Сіті».

## Виступи за збірні
2016 року дебютував у складі юнацької збірної Англії, взяв участь у 27 іграх на юнацькому рівні, відзначившись 24 забитими голами.
30 серпня 2019 дебютував у складі молодіжної збірної Англії. Наразі за молодіжну збірну провів шість матчів.

## Титули і досягнення
- Чемпіон світу (U-17): 2017
- Переможець Ліги чемпіонів УЄФА (1):

«Ліверпуль»: 2018-19
- Володар Суперкубка УЄФА (1):

«Ліверпуль»: 2019
- Чемпіон світу серед клубів (1):

«Ліверпуль»: 2019